# Baia storica
Le baie storiche sono baie il cui assoggettamento integrale al regime delle acque interne è dichiarato dallo Stato costiero e non contestato da altri Stati. La convenzione di Montego Bay del 1982, infatti, dispone che solo le baie la cui entratura non oltrepassa le 24 miglia marine (e che contengano un semicerchio del diametro di tale entratura) possano essere assoggettate a tale regime.
La Corte internazionale di giustizia ha riconosciuto l'esistenza di questo titolo di sovranità nel caso Pescherie norvegesi. Non sono state finora accolte, invece, le richieste del Canada e della Libia di riconoscere come baie storiche rispettivamente la Baia di Hudson e il Golfo della Sirte.